# Corthyle de l'érable
Corthylus punctatissimus, Crypturgus punctatissimus
Espèce
Synonymes
- Crypturgus punctatissimus Zimmermann, 1868

Corthylus punctatissimus (corthyle de l'érable) est une espèce d'insectes de l'ordre des coléoptères (insectes possédant en général deux paires d'ailes incluant entre autres les scarabées, coccinelles, lucanes, chrysomèles, hannetons, charançons et carabes).

## Classification
L'espèce Corthylus punctatissimus est décrite par Charles Zimmermann en 1868.

### Synonyme
- Crypturgus punctatissimus Zimmermann, 1868

### Publication originale
C. Zimmermann, Synopsis of the Scolytidae of America north of Mexico, with notes and an appendix by J.L. LeConte, Am. Entomol. Soc. Trans. 2:149. (1868)